# Trusted Computing
Trusted Computing är industrinamnet på ett system, framtaget av Trusted Computing Group, som syftar till ökad datasäkerhet genom bland annat användandet av ett särskilt mikrochip som lagrar krypteringsnycklar, lösenord och olika digitala certifikat. Detta chip är enligt tillverkarna särskilt designat för att hindra obehöriga att få tillgång till den lagrade informationen.
Det har dock med rätta kallats treacherous computing av bland andra Richard Stallman, eftersom det kan användas för att begränsa användares rättigheter i systemet.
Det kommer till exempel att omöjliggöra användning av modifierad programvara och kommer troligen att användas för att omöjliggöra, eller i alla fall kraftigt försvåra, spridning av upphovsrättsskyddat material såsom film och musik.

### Specifikationer och tillverkarbeskrivningar
- Trusted Computing Group
- IBM om Trusted Computing

### Diskussion
- TCPA FAQ - av Ross Andersson
- Can you trust your computer?
- IBM svarar på kritik